# لايتون ماكسويل
لايتون ماكسويل (بالإنجليزية: Leyton Maxwell)‏ هو لاعب كرة قدم بريطاني في مركز الوسط، ولد في 3 أكتوبر 1979 في سانت أساف ‏ في المملكة المتحدة. شارك مع منتخب ويلز تحت 21 سنة لكرة القدم. أما مع النوادي، فقد لعب مع ستوكبورت كونتي وسوانزي سيتي وكارديف سيتي ونادي باري تاون يونايتد ونادي بانغور سيتي ونادي ريل ونادي ليفربول ونادي مانسفيلد تاون.

## وصلات خارجية
- لايتون ماكسويل على موقع قاعدة بيانات كرة القدم.إي يو (الإنجليزية)
- لايتون ماكسويل على موقع Soccerbase.com (لاعب) (الإنجليزية)